# 騷亂羽花介
騷亂羽花介（学名：Cytheropteron tumulosum）为尾花介科羽花介屬下的一个种。